# James Mather (directeur de la photographie)
Pour les articles homonymes, voir Mather et James Mather (homme politique).
James Mather est un directeur de la photographie, réalisateur et scénariste irlandais.

## Filmographie partielle

### Au cinéma
- 1997 : The Last Bus Home
- 2002 : U2 Beautiful Day (version alternative, vidéo musicale)
- 2004 : Prey Alone (court métrage, aussi réalisation et scénario)
- 2004 : Adam & Paul
- 2012 : Lockout (aussi coréalisation et scénario)
- 2012 : The Girl (court métrage)
- 2014 : Keith Hanley: Blue (vidéo musicale, non crédité)
- 2014 : Frank de Lenny Abrahamson
- 2016 : Simon Amstell & Shock Machine: Something More (vidéo musicale)
- 2016 : Hozier: Cherry Wine (vidéo musicale)
- 2017 : Nails
- 2018 : Don't Go
- 2019 : Extra Ordinary
- 2020 : Shadows
- 2020 : Here Are the Young Men
- 2020 : L'Équipier (The Racer)
- 2021 : Zone 414

## Distinctions

### Récompenses
- Action/Cut Short Film Competition 2005 : Prix d’excellence du court métrage en cinéma numérique (Short Film Award Excellence in Digital Filmmaking) pour Prey Alone partagé avec Steve Saint Leger
- Galway Film Fleadh 2013 : Prix Donal Gilligan de la meilleure cinématographie dans un court métrage (Donal Gilligan Award for Best Cinematography in a Short Film) pour The Girl
- Irish Film and Television Awards 2015	: IFTA Award : meilleure cinématographie pour Frank

### Nominations
- Festival international du film fantastique de Bruxelles (BIFFF) 2012 : Corbeau d'or (Golden Raven) pour Lockout (2012), partagé avec Steve Saint Leger